# النا وردوگو
النا وردوگو (انگلیسی: Elena Verdugo؛ زادهٔ ۲۰ آوریل ۱۹۲۵) یک هنرپیشه اهل ایالات متحده آمریکا است.
از فیلم‌ها یا برنامه‌های تلویزیونی که وی در آن نقش داشته است می‌توان به سیرانو دو برژراک، تیرانداز و ماه و شش پشیز اشاره کرد.